# هربرت جاي دافنبورت
هربرت جاي دافنبورت (بالإنجليزية: Herbert J. Davenport)‏ هو اقتصادي أمريكي، ولد في 1861 في ويلمنغتون في الولايات المتحدة، وتوفي في 1931 في نيويورك في الولايات المتحدة.